# Un printemps pourri
 (juillet 2020).
Pour plus de détails, voir Fiche technique et Distribution.
Un printemps pourri (Really Scent en anglais) est un cartoon américain Merrie Melodies de 1959 réalisé par Abe Levitow mettant en scène Pépé le putois. 